# Гусарова, Жанетта
Жанетта Гусарова (словац. Janette Husárová; род. 4 июня 1974, Братислава) — словацкая профессиональная теннисистка и теннисный тренер, специалист по игре в парах.
- Победительница 25 турниров WTA и 16 турниров ITF в парном разряде
- Финалистка Открытого чемпионата США и победительница Итогового турнира WTA-тура 2002 года
- Обладательница Кубка Федерации 2002 года в составе сборной Словакии

## Спортивная карьера
Жанетта Гусарова начала играть в профессиональных теннисных турнирах с 16 лет и до 1994 года участвовала в основном в турнирах под эгидой ITF. Особенно удачным стал для неё дебютный сезон, за который она выиграла пять турниров ITF в парном разряде. В следующие два года она в общей сложности ещё более десятка раз играла в финалах и завоевала один титул в одиночном и три в парном разряде. В 1994 году она впервые была приглашена в словацкую сборную на матчи Кубка Федерации и провела пять игр.
В 1995 году Гусарова делила своё время между турнирами ITF, где играла в одиночном разряде, и более престижными турнирами WTA, где выступала в парах. К 1996 году она почти полностью перешла в турниры WTA-тура и летом завоевала в них свои первые два титула в парах. Однако следующий сезон у неё не сложился: выиграв свой третий турнир в начале января, она разорвала связку на правой ноге в первом круге Открытого чемпионата Австралии. В этот момент она находилась на 73-м месте в рейтинге, но следующие семь месяцев ей пришлось пропустить, и она вернулась на корт только в сентябре.
К 1998 году Гусарова оправилась уже настолько, что вернулась в сборную Словакии. Она также выиграла в феврале турнир WTA в Боготе в паре с Паолой Суарес, а в ноябре в Бразилии свой третий турнир ITF в одиночном разряде. В следующем сезоне она, хотя и не добивалась побед в турнирах WTA, дважды играла в парных финалах, а в одиночном разряде снова выиграла один турнир ITF.
В 2000 году из двух финалов, в которых Гусарова участвовала, она победила в одном, в Варшаве, а в сентябре была допущена в олимпийский турнир в Сиднее, где её партнёршей был Карина Габшудова. Далеко словацкая пара, однако, не прошла, уже во втором круге уступив посеянным пятыми Элс Калленс и Доминик Монами. В одиночном разряде почти в каждом турнире Гусарова, занимавшая место в начале третьей сотни рейтинга, вынуждена была проходить через квалификационное сито, затем вылетая в первых же кругах основной сетки, и это не могло не сказываться на её результатах в парах. На следующий год дела пошли лучше — она вернулась в первую сотню рейтинга и одержала несколько побед над такими сильными соперницами, как Чанда Рубин, посеянная 11-й на Открытом чемпионате Австралии, и игроки из Top-50 Анн-Гаэлль Сидо, Барбара Риттнер, Татьяна Гарбин и Татьяна Панова. Уверенней она заиграла и в парах, выиграв за год четыре турнира, три из них с Татьяной Гарбин, и дойдя до полуфинала Открытого чемпионата Франции в миксте с Петром Палой (после победы над первой посеянной парой Ренне Стаббз—Тодд Вудбридж).
2002 год стал лучшим в карьере Гусаровой. Уже в январе на Открытом чемпионате Австралии она дошла до четвёртого круга, победив по пути посеянную 24-й Ай Сугияму и проиграв только Ким Клейстерс, на тот момент пятой в мире. После этого в одиночном разряде её высшим успехом был выход в полуфинал на турнире в Дохе, зато в парах она уже в феврале дошла до финала в Париже, затем выиграла два турнира, включая Открытый чемпионат Германии — турнир I категории, — и обеспечила словацкой команде победу над швейцарками в Кубке Федерации, выиграв с Даниэлой Гантуховой решающую парную игру. Во второй половине года она выиграла в парном разряде три турнира, включая ещё один турнир I категории — Кубок Кремля, — и ещё четырежды играла в финалах, в том числе на Открытом чемпионате США. Этих успехов она добивалась с разными партнёршами, но в первую очередь с Еленой Дементьевой, с которой и попала в финальный турнир WTA-тура в конце сезона. Посеянные третьими Гусарова и Дементьева выиграли турнир, взяв в финале верх над пятой посеянной парой. Параллельно Гусарова в Кубке Федерации сначала поставила победную точку в полуфинальном матче с командой Италии, победив в четвёртой игре Франческу Скьявоне, а в финале против сборной Испании так же точно обеспечила словацкой сборной досрочную общую победу, разгромив Аранчу Санчес. В начале 2003 года Гусарова поднялась на рекордные в своей карьере третье место в рейтинге теннисисток в парном разряде и 31-е в одиночном разряде.
После триумфа 2002 года Гусарова на несколько лет заняла место среди сильных середняков в парном разряде. За следующие два года она четыре раза доходила до четвертьфинала на турнирах Большого шлема в женских парах, а в миксте даже добралась до полуфинала Открытого чемпионата США 2003 года, где её партнёром был Леош Фридл, посеянный вместе с ней под шестым номером; они проиграли полуфинальный матч будущим победителям Катарине Среботник и Бобу Брайану. В 2005 году Гусарова в паре с Еленой Лиховцевой выиграла свой третий турнир I категории.
В последние несколько лет карьеры Гусарова свела к минимуму выступления в одиночном разряде, сосредоточившись на парной игре. Это позволило ей ещё дважды дойти до четвертьфинала турниров Большого шлема в женских парах в 2007 и 2008 годах (в 2008 году с Андре Са она также дошла до четвертьфинала Открытого чемпионата Франции в миксте). Она ещё дважды участвовала в паре с Гантуховой в Олимпийских играх, но оба раза словацкая пара проигрывала уже в первом круге.
К концу 2009 года Жанетта постепенно завершила свои выступления в профессиональном туре, однако не закончила игровую карьеру. Она периодически выступала в различных показательных и клубных соревнованиях по всей Европе, иногда даже участвуя в мелких соревнованиях ITF. Во второй половине 2011 года Гусарова вернулась в профессиональный теннис. В турнирах ITF до конца сезона она пять раз доходила до финала в парном разряде и трижды добивалась победы. На её счету в этот период был также выход в полуфинал турнира WTA в Люксембурге в паре с румынкой Симоной Халеп. В первой половине 2012 года Гусарова сначала завоевала ещё два титула на турнирах ITF с Каталиной Мароси из Венгрии, а затем впервые за четыре года и в четвёртый раз за карьеру выиграла входящий в календарь WTA Гран-при Будапешта в паре со словачкой Магдаленой Рыбариковой и вышла в четвертьфинал крупных грунтовых турниров в Мадриде и Риме с другой соотечественницей — Доминикой Цибулковой. В Мадриде Гусаровой и Цибулковой удалось обыграть первую пару мира — Лизу Реймонд и Лизель Хубер, но вторая половина сезона оказалась для опытной словачки неудачной и после Уимблдона она только трижды успешно преодолевала первый круг в турнирах. В итоге планы попасть в состав участниц теннисного турнира Олимпиады в Лондоне, озвученные ей в конце 2011 года, так и не были воплощены в жизнь.
Тем не менее в 2013 году Гусарова в свои 39 лет сумела восстановить игровую форму и, хотя и не выиграла ни одного турнира WTA, дважды выходила в финал, а за сентябрь и октябрь четырежды побывала в полуфиналах, закончив год благодаря этому рывку на 41-м месте в рейтинге игроков в парном разряде. В 2014 году в её игре снова наступил спад — лучшими результатами за сезон стали выходы в полуфинал в Хобарте, где партнёршей словацкой теннисистки была Чжань Юнжань, и в Стамбуле, где с ней выступала Клаудия Янс. На турнирах Большого шлема Гусарова не проходила дальше второго круга и закончила сезон уже в сентябре. Следующий год демонстрировал прямое продолжение тенденции — словацкая теннисистка, которой уже исполнилось сорок лет, лишь однажды побывала в полуфинале турнира WTA (в Праге), а на турнирах Большого шлема не выходила дальше 3-го круга, финишировав в самом конце первой сотни парного рейтинга WTA. В феврале 2016 года, после Открытого чемпионата Австралии, Гусарова объявила об окончательном уходе из профессионального тенниса; сразу же после этого она взяла на себя тренерские функции в сборной Словакии в Кубке Федерации.

## Участие в финалах турниров Большого шлема за карьеру (1)

### Женский парный разряд (1)
Поражение (1)
| Год  | Турнир                 | Покрытие | Партнёрша        | Соперницы в финале                   | Счёт в финале |
| ---- | ---------------------- | -------- | ---------------- | ------------------------------------ | ------------- |
| 2002 | Открытый чемпионат США | Хард     | Елена Дементьева | Вирхиния Руано Паскуаль Паола Суарес | 2-6, 1-6      |

## Титулы WTA в парном разряде (25)
| Легенда: До 2009 года         | Легенда: С 2009 года  |
| ----------------------------- | --------------------- |
| Турниры Большого Шлема (0)    |                       |
| Олимпиада (0)                 |                       |
| Итоговый чемпионат года (0+1) |                       |
| 1-я категория (0+3)           | Premier Mandatory (0) |
| 2-я категория (0+4)           | Premier 5 (0)         |
| 3-я категория (0+5)           | Premier (0)           |
| 4-я категория (0+9)           | International (0+1)   |
| 5-я категория (0+2)           | International (0+1)   |

| №   | Дата        | Турнир                                             | Покрытие | Партнёрша             | Соперницы в финале                                 | Счёт в финале     |
| --- | ----------- | -------------------------------------------------- | -------- | --------------------- | -------------------------------------------------- | ----------------- |
| 1.  | 21 июл 1996 | Международный турнир в Палермо, Италия             | Грунт    | Барбара Шетт          | Флоренсия Лабат Барбара Риттнер                    | 6-1, 6-2          |
| 2.  | 11 авг 1996 | Открытый чемпионат Штирии, Мариа-Ланковиц, Австрия | Грунт    | Наталья Медведева     | Ленка Ценкова Катержина Шишкова                    | 6-4, 7-5          |
| 3.  | 5 янв 1997  | ASB Bank Classic, Окленд, Новая Зеландия           | Хард     | Доминик ван Рост      | Елена Вагнер Александра Ольша                      | 6-2, 6-75, 6-3    |
| 4.  | 23 фев 1998 | Copa Colsanitas, Богота, Колумбия                  | Грунт    | Паола Суарес          | Мелисса Маззотта Екатерина Сысоева                 | 3-6, 6-2, 6-3     |
| 5.  | 14 мая 2000 | Кубок Варшавы, Польша                              | Грунт    | Татьяна Гарбин        | Анна Запорожанова Ирода Туляганова                 | 6-3, 6-1          |
| 6.  | 7 янв 2001  | Thalgo Australian Women's Hardcourts, Голд-Кост    | Хард     | Джулия Казони         | Кэти Шлукебир Меган Шонесси                        | 7-69, 7-5         |
| 7.  | 25 фев 2001 | Copa Colsanitas, Богота (2)                        | Грунт    | Татьяна Гарбин        | Лаура Монтальво Паола Суарес                       | 6-4, 2-6, 6-4     |
| 8.  | 22 апр 2001 | Colortex Budapest Grand Prix, Венгрия              | Грунт    | Татьяна Гарбин        | Жофия Губачи Драгана Зарич                         | 6-1, 6-3          |
| 9.  | 15 июл 2001 | Международный турнир в Палермо (2)                 | Грунт    | Татьяна Гарбин        | Мария Хосе Мартинес-Санчес Анабель Медина-Гарригес | 4-6, 6-2, 6-4     |
| 10. | 17 фев 2002 | Qatar Total FinaElf Open, Доха                     | Хард     | Аранча Санчес-Викарио | Каролина Вис Александра Фусаи                      | 6-3, 6-3          |
| 11. | 12 мая 2002 | Открытый чемпионат Германии, Берлин                | Грунт    | Елена Дементьева      | Даниэла Гантухова Аранча Санчес-Викарио            | 0-6, 7-63, 6-2    |
| 12. | 4 авг 2002  | Acura Classic, Сан-Диего, США                      | Хард     | Елена Дементьева      | Даниэла Гантухова Ай Сугияма                       | 6-2, 6-4          |
| 13. | 6 окт 2002  | Кубок Кремля, Москва, Россия                       | Ковёр    | Елена Дементьева      | Елена Докич Надежда Петрова                        | 2-6, 6-3, 7-67    |
| 14. | 27 окт 2002 | SEAT Open, Люксембург                              | Хард (I) | Ким Клейстерс         | Квета Грдличкова Барбара Риттнер                   | 4-6, 6-3, 7-5     |
| 15. | 11 ноя 2002 | Home Depot Championships, Лос-Анджелес, США        | Ковёр    | Елена Дементьева      | Кара Блэк Елена Лиховцева                          | 4-6, 6-4, 6-3     |
| 16. | 28 фев 2004 | Dubai Duty Free, ОАЭ                               | Хард     | Кончита Мартинес      | Светлана Кузнецова Елена Лиховцева                 | 6-0, 1-6, 6-3     |
| 17. | 18 апр 2004 | Открытый чемпионат Эшторила, Оэйраш, Португалия    | Грунт    | Эммануэль Гальярди    | Ольга Благотова Габриэла Навратилова               | 6-3, 6-2          |
| 18. | 31 окт 2004 | Generali Ladies Linz, Австрия                      | Хард (I) | Елена Лиховцева       | Натали Деши Патти Шнидер                           | 6-2, 7-5          |
| 19. | 6 фев 2005  | Toray Pan Pacific Open, Токио, Япония              | Ковёр    | Елена Лиховцева       | Линдсей Дэвенпорт Корина Морариу                   | 6-4, 6-3          |
| 20. | 23 июл 2006 | Международный турнир в Палермо (3)                 | Грунт    | Михаэлла Крайчек      | Джулия Габба Аличе Канепа                          | 6-0, 6-0          |
| 21. | 30 июл 2006 | Tippmix Budapest Grand Prix, Венгрия (2)           | Грунт    | Михаэлла Крайчек      | Рената Ворачова Луция Градецкая                    | 4-6, 6-4, 6-4     |
| 22. | 6 янв 2007  | ASB Classic, Окленд (2)                            | Хард     | Паола Суарес          | Се Шувэй Шиха Уберой                               | 6-0, 6-2          |
| 23. | 30 сен 2007 | FORTIS Championships, Люксембург (2)               | Хард (I) | Ивета Бенешова        | Виктория Азаренко Шахар Пеер                       | 6-4, 6-2          |
| 24. | 13 июл 2008 | Gaz de France Grand Prix, Будапешт (3)             | Грунт    | Ализе Корне           | Йоана-Ралука Олару Ванесса Хенке                   | 6-75, 6-1, [10-6] |
| 25. | 5 мая 2012  | Гран-при Будапешта (4)                             | Грунт    | Магдалена Рыбарикова  | Ева Бирнерова Михаэлла Крайчек                     | 6-4, 6-2          |

## Участие в финалах командных турниров (1)

### Победа (1)
| Год  | Турнир          | Команда                            | Соперник в финале                                                   | Счёт в финале |
| ---- | --------------- | ---------------------------------- | ------------------------------------------------------------------- | ------------- |
| 2002 | Кубок Федерации | Словакия Ж. Гусарова, Д. Гантухова | Испания К. Мартинес, В. Руано Паскуаль, А. Санчес-Викарио, М. Серна | 3-1           |